# Rožmberk
Rožmberk je rybník v okrese Jindřichův Hradec v katastrálním území Stará Hlína, přibližně 6 km severně od centra Třeboně. Rožmberk je rozlohou největší rybník nejen v Jihočeském kraji a v České republice, ale i na celém světě (za předpokladu, že rybníkem se rozumí zařízení vytvořené lidmi a opatřené hrázemi, které umožňuje napouštění a vypouštění vody a slouží primárně pro chov ryb).
Katastrální výměra rybníka činí 647 ha. Rozloha zatopené vodní plochy při hospodářské úrovni hladiny se uvádí 489 ha; rozdíl umožňuje retenci pro případ velké vody. Délka hráze je 2355 m, šířka u paty 55 až 60 m, v koruně až 12 m a výška 11 m. Objem zadržené vody je 6,3 milionů m³. Maximální hloubka dosahuje 10 m. Leží v nadmořské výšce 426 m.
Vlastníkem rybníka Rožmberk je společnost Rybářství Třeboň a.s.

## Vodní režim

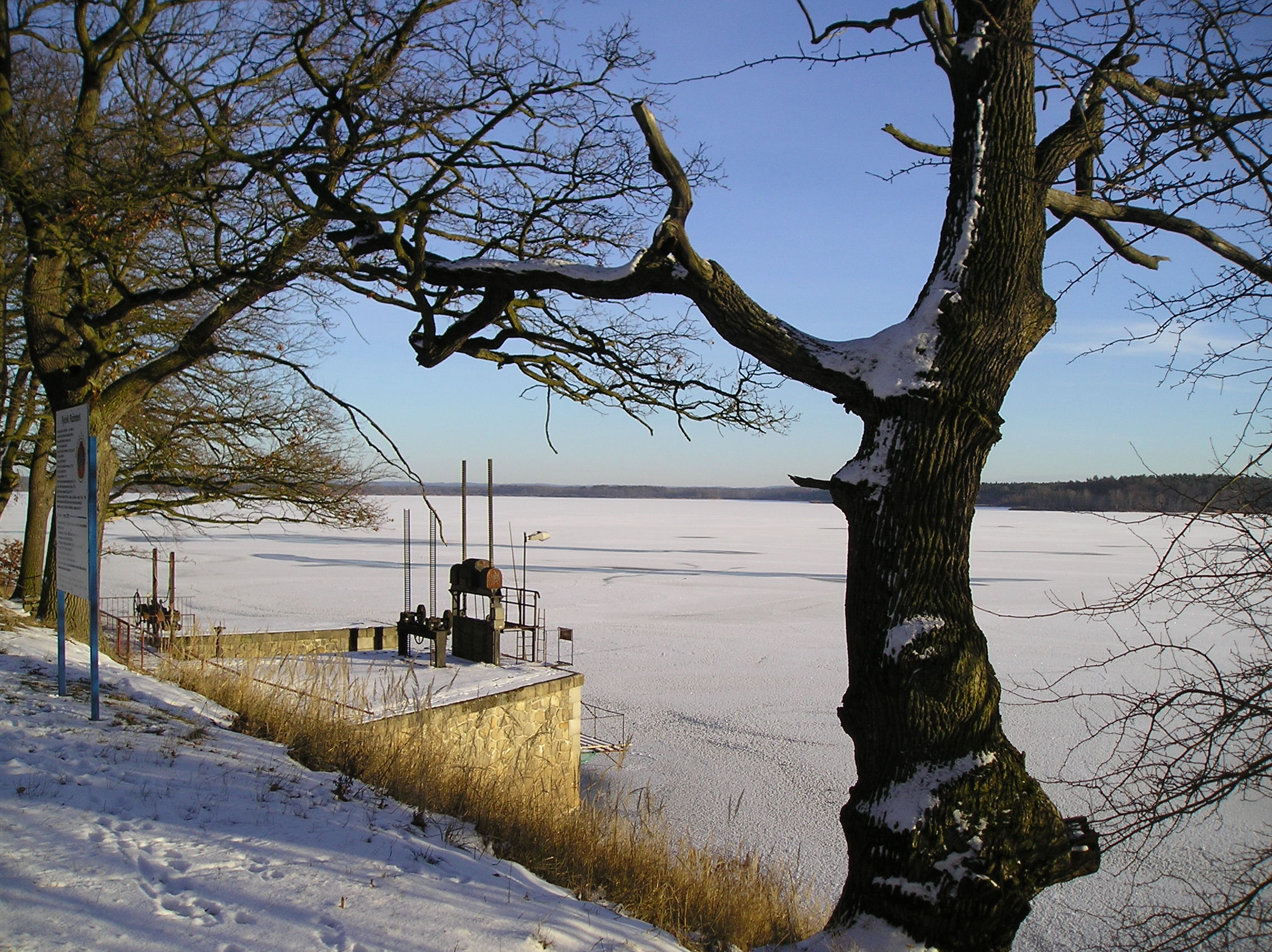
Pohled z hráze od výpustě na zimní hladinu Rožmberka

Lužnice do rybníka vtéká u Staré Hlíny a kromě ní z rybníka vytéká ještě kanál Potěšilka výpustí Adolfka. Aby prudký proud řeky nepoškodil rybník, byla vybudována Nová řeka, která odvádí vody Lužnice nad Rožmberkem do Nežárky.
Lužnice ale není jedinou zdrojnicí tohoto rybníka. Kromě ní do Rožmberka vtéká potok od rybníka Hodějovského a Nového u Smitky na severovýchodě. Dále jsou to dva přítoky z rybníka Vítek, Prostřední stoka přitékající z Mokrých luk u Třeboně a přívod ze Zlaté stoky, který má hlavní význam při výlovech.

## Malá vodní elektrárna
Pod hrází se nachází na výtoku řeky Lužnice od roku 1922 malá vodní elektrárna se dvěma Francisovými turbínami o výkonu 240 kW. Elektrárna je unikátní svojí polohou u nádrže, jejímž účelem je chov ryb. Vtoková štola o rozměrech 260 × 260 cm je hrazená dvěma dřevěnými tabulemi. Za ní je obetonované potrubí o průměru 2 m, opatřené česlemi proti úniku ryb. Potrubí je možné zahradit i pod hrází v šachtě další ocelovou tabulí.

## Historie
Rybník byl navržen rožmberským regentem Jakubem Krčínem z Jelčan a Sedlčan a postaven v letech 1584 až 1590. Stavbu provádělo 800 lidí, kteří přemístili 750 000 m³ zeminy. Nutnost stavby tohoto vodního díla také podpořila velká povodeň, která 20. srpna 1544 z jihu Čech dorazila až do Prahy.
Založení rybníka v těchto místech zamýšlel již Josef Štěpánek Netolický, ale kvůli velkým nákladům a nebezpečí dílo nemohl realizovat. Žádná hráz by neodolala velké povodni z řeky Lužnice. Věděl to i Krčín. Proto současně stavěl Novou řeku, aby odváděla velkou vodu do jiného povodí. Voda z Lužnice byla novým 13 km dlouhým korytem svedena do Nežárky. To mělo umožnit regulaci vody při povodních. Původní výměra rybníka byla kolem 1060 ha, voda pohlcovala i sousední rybník Vítek a druhé západní rameno dosahovalo k předměstí Třeboně. Později byla hladina snížena kvůli větší výnosnosti až na současný stav.
Za třicetileté války chtěl Karel Bonaventura Buquoy, císařský velitel, hráz prokopat a zaplavit stavovské vojsko, které leželo u Soběslavi. Jen hlídka, kterou zde držel majitel třeboňského panství Petr ze Švamberka, zabránila katastrofě. Přesto během dlouhé války rybník zpustl a byl obnoven až za několik desetiletí.

## Hráz

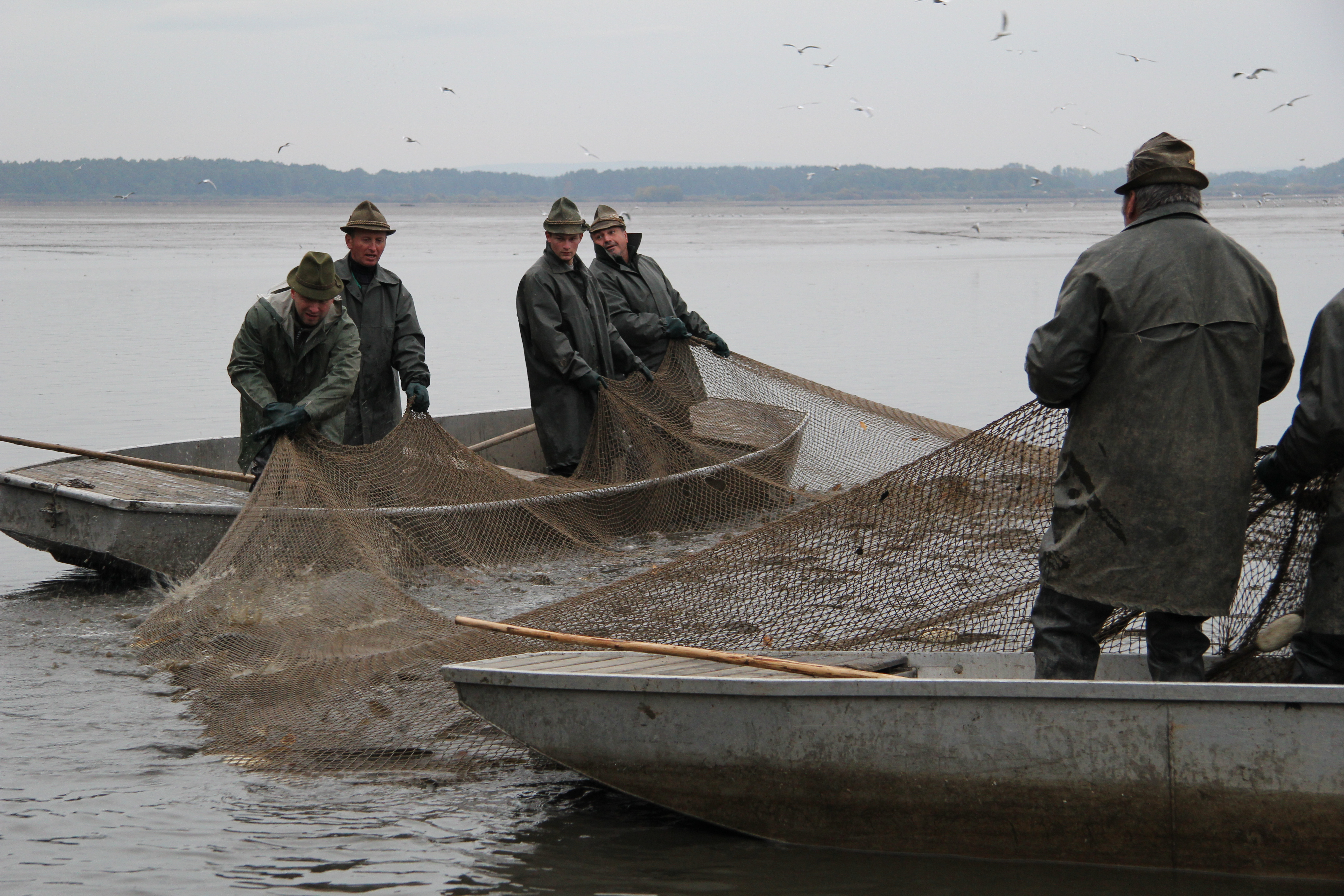
Výlov Rožmberka

Hráz Rožmberka převyšuje svými rozměry hráze jiných velkých rybníků v Evropě. Má délku 2355 m. V nejširším místě má v patě hráze šíři 55 až 60 m, v koruně hráze až 12 m. Výška hráze je 12 m, hloubka vody u hráze průměrně 6,5 m. Niveleta hráze kolísá od 429,4 m n. m. po 432,1 m n. m.
Hlavní výpust rybníka byla postavena inženýrem Jindřichem Šimanem mezi lety 1916–1918 v místě původní Krčínovy výpusti, nazývané Hluboká. Jedná se o betonový monolit ve tvaru podkovy obložený lícovanými kamennými kvádry. Z nich jsou také vyzděny dvě odtokové štoly (160 × 220 cm). Jsou hrazeny litinovými lopatami pohybující se pomocí elektromotorem nebo mechanicky. Jsou zde dvě česlové stěny bránící úniku ryb.
Vedlejší výpust Adolfka se nachází na začátku poslední třetiny hráze. Roku 1870 nahradila původní výpust zvanou Potěšilka (podle stoky Potěšilka, která z ní vychází a napájí řadu rybníků). Zůstalo zde původní dřevěného potrubí (čtyři trouby o rozměrech 30 × 60 cm) opatřené betonovým zhlavím kryté dřevěnými lopatami. První velká oprava proběhla roku 1936. Při poslední opravě (2004–2005) Krčínovo dřevěné potrubí, po více než 400 letech poměrně zachovalé, zmizelo.
Bezpečnostní přeliv rybníka se nachází pod nejvýchodnější částí hráze. Přeliv rozptyluje a odvádí povodeň pod hráz rybníka a dál do Lužnice. Šířka vlastního přelivu je 56,5 m.
Dále je v hrázi uložené potrubí pro zásobování sádek u Rožmberské bašty. Je možné odebírat vodu nejen z rybníka, ale i ze Zlaté stoky.
Opevnění hráze na vnitřní straně tvořené dubovými piloty, kulatinou a haluzemi jedlí a smrků, bylo neustále opravováno a vyměňováno. Za Schwarzenbergů bylo nahrazeno tarasem z kamene. Tento taras je více než tři sta let starý.

## Záplavové mosty
Stavba rybníka Rožmberk způsobila nejen zaplavení bývalé tvrze (nacházela se v prostoru dnešní hráze rybníka Vítek) u Staré Hlíny, ale také Moravské cesty z Třeboně do Jindřichova Hradce.
Aby povozy nemusely objíždět Rožmberk přes Lomnici nad Lužnicí, nechal Krčín postavit roku 1594 most z dřevěné kulatiny dlouhý 902 m přes zátoku mezi Starou a Novou Hlínou a později (1604) ještě jeden jižněji v ústí tehdejší Lužnice do Rožmberka. Roku 1659 byl tento most nahrazen pevnějším na dubových pilotách. Při povodni roku 1670 se most doslova položil na stranu. Mosty byly poškozovány každou větší povodní. Roku 1741 za První slezské války se k Třeboni obsazené francouzským vojskem blížili Rakušané. Francouzský velitel přikázal oba mosty strhnout.
Teprve v letech na konci 18. století dali Schwarzenbergové postavit dva nové kamenné mosty o 5 a 12 polích. Než byla přetrasována silnice E 551, sloužily oba až do roku 1988 silniční dopravě, dnes pro pěší a cyklisty. Kratší inundační most přes rybník Vítek má pět oblouků z kamenných kvádrů a pochází z roku 1781. Druhý má dvanáct oblouků a je na něm pamětní deska s letopočtem 1799. Oba mosty nejspíše projektoval inženýr Josef Rosenauer. Ten byl ve službách Schwarzenbergů a vyprojektoval i Schwarzenberský kanál a Vchynicko-tetovský plavební kanál.
Pětiobloukový most byl silně poškozen za povodní 2002, ale podařilo se ho opravit a od roku 2004 byl znovu zpřístupněn. Tento most si oblíbili filmaři. Natáčely se zde pohádky Byl jednou jeden král… a Z pekla štěstí.

## Povodně
V minulosti odolala hráz několika obrovským povodním.
Při povodni roku 1890 zadržoval Rožmberk asi 50 milionů m³ vody.
Největší záplava nastala během povodně v roce 2002, kdy do Rožmberka směřoval kvůli protržení Novořecké hráze téměř celý odtok z povodí horní Lužnice. V retenčním prostoru bylo zadrženo až 70 milionů m³ vody, odhadovaný kulminační přítok 700 m3s−1 byl rybníkem transformován na maximální odtok 270 m3s−1. Výška přepadu na bezpečnostním přelivu dosahovala téměř tří metrů. Zatopená plocha tehdy byla 2300 ha. Na východě se hladina dotýkala rybníka Ženich, na západě se propojila s Kaňovem a na jihu voda sahala na dohled od Zlaté stoky pod Opatovickým rybníkem. Zaplavila přitom část Třeboně mezi centrem města a čtvrtí Kopeček pod Kotěrovou vodárnou kolem železniční zastávky Třeboň-lázně a hasičské zbrojnice. Kompletně byla zatopena i třeboňská Mokrá luka s historickými seníky, známými i z filmu „Pyšná princezna“.
Další povodeň následovala roku 2006. Vody bylo méně, ale přesto na Lužnici napáchala velké škody. Na Rožmberku se objevily v hrázi i trhliny, které byly opraveny.
Zatím poslední bitva mezi Rožmberkem a velkou vodou proběhla v srpnu 2010. Povodeň šla Nežárkou na Veselí nad Lužnicí. Rybáři snížili odtok z Rožmberka na minimum, hladina v Lužnici poklesla, a díky tomu nedošlo k evakuaci.

## Zajímavosti
Rožmberská bašta se nachází severně od rybníka vedle sádek. Jedná se o patrovou zděnou stavbu se zachovanou renesanční sgrafitovou omítkou. Je jedinou dochovanou renesanční stavbou tohoto druhu u nás.
Výpust zvaná „Samice“ se v minulosti používala při výlovu rybníka. Dodnes je pod hrází patrný obrys potrubí a zbytky kamenných schodů. Nad tímto místem je na hrázi kamenný pomníček s křížem. Na podstavci jsou vyryti tři do sebe zakleslí kapři a nápis Zde byl ubit pytlák pro tři kapry. Jedná se o dávnou událost z roku 1846, kdy se zde střetli rybáři s pytláky. Jeden pytlák při tom zemřel na selhání srdce. Lidé ale z jeho smrti vinili rybáře.
Rybník měl kdysi větší rozlohu než dnes. Odhaduje se, že 1000–1060 ha. Voda končila přibližně pod Starou Hlínou severně od dnešní silnice E 551 a v západní části rybníka sahala voda na Mokrých loukách zálivem několik set metrů od obchvatu Třeboně (třeboňské dálničky na Brno a Vídeň) směrem k severu, až k Třeboňským historickým roubeným seníkům. Později se hladina kvůli chovu ryb a možným záplavám snížila.

## Chov ryb
Rybník se loví každý rok. Protože se nesmí kvůli Lužnici hnojit a přikrmovat, bývá úlovek jen asi 150 tun ryb. Z větší části kapra. Na tradiční výlov vždy přijíždí desetitisíce lidí a je pro ně připravený bohatý kulturní program. Na výlov tohoto velikána se dostavují i turisté ze zahraničí. V roce 1925 se výlovu účastnil i tehdejší prezident Tomáš Garrigue Masaryk s tehdy úřadujícím předsedou vlády Antonínem Švehlou. Jejich návštěvu zachycuje i dobová fotografie.

## Fotogalerie

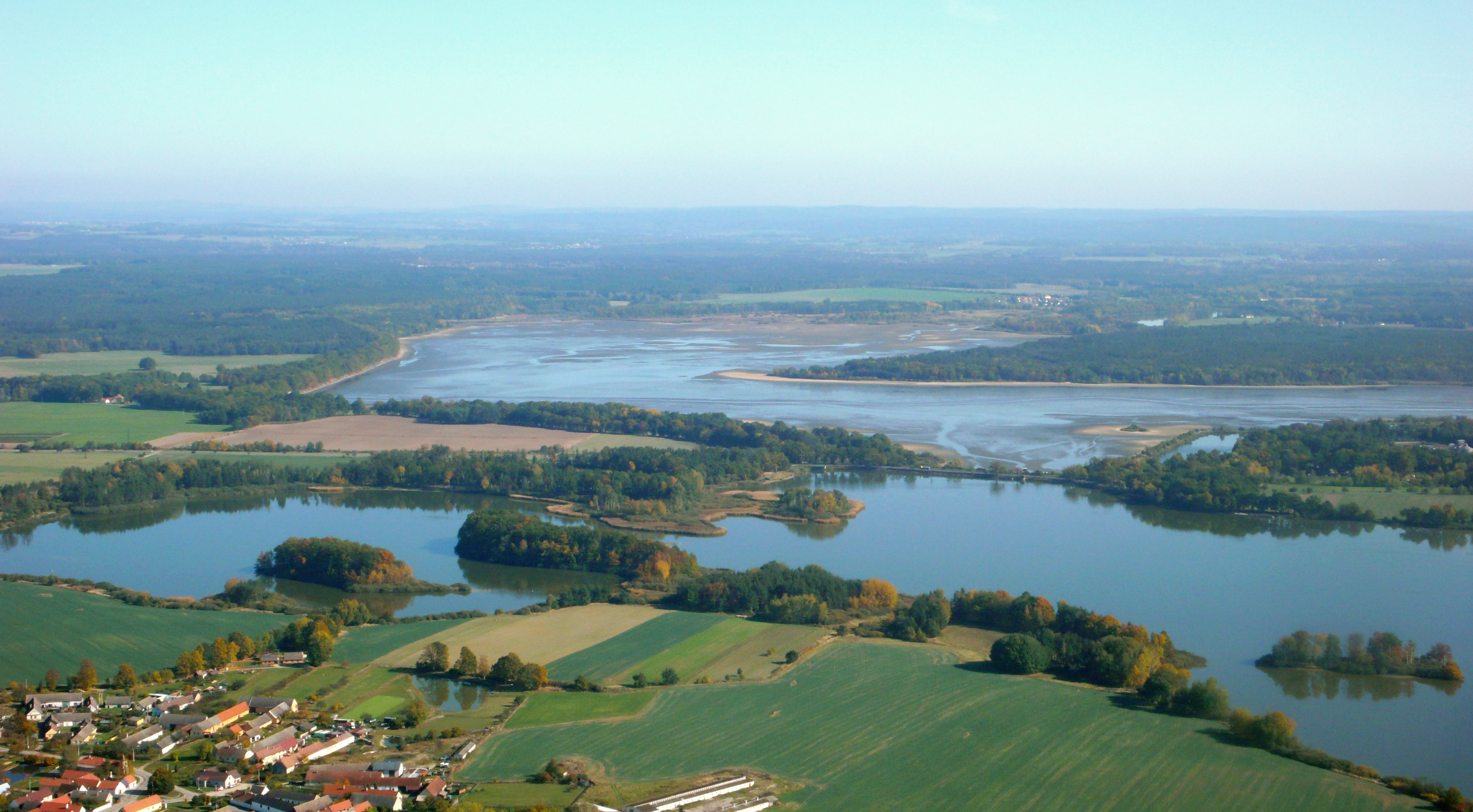
Rybníky Káňov (vpředu) a Rožmberk
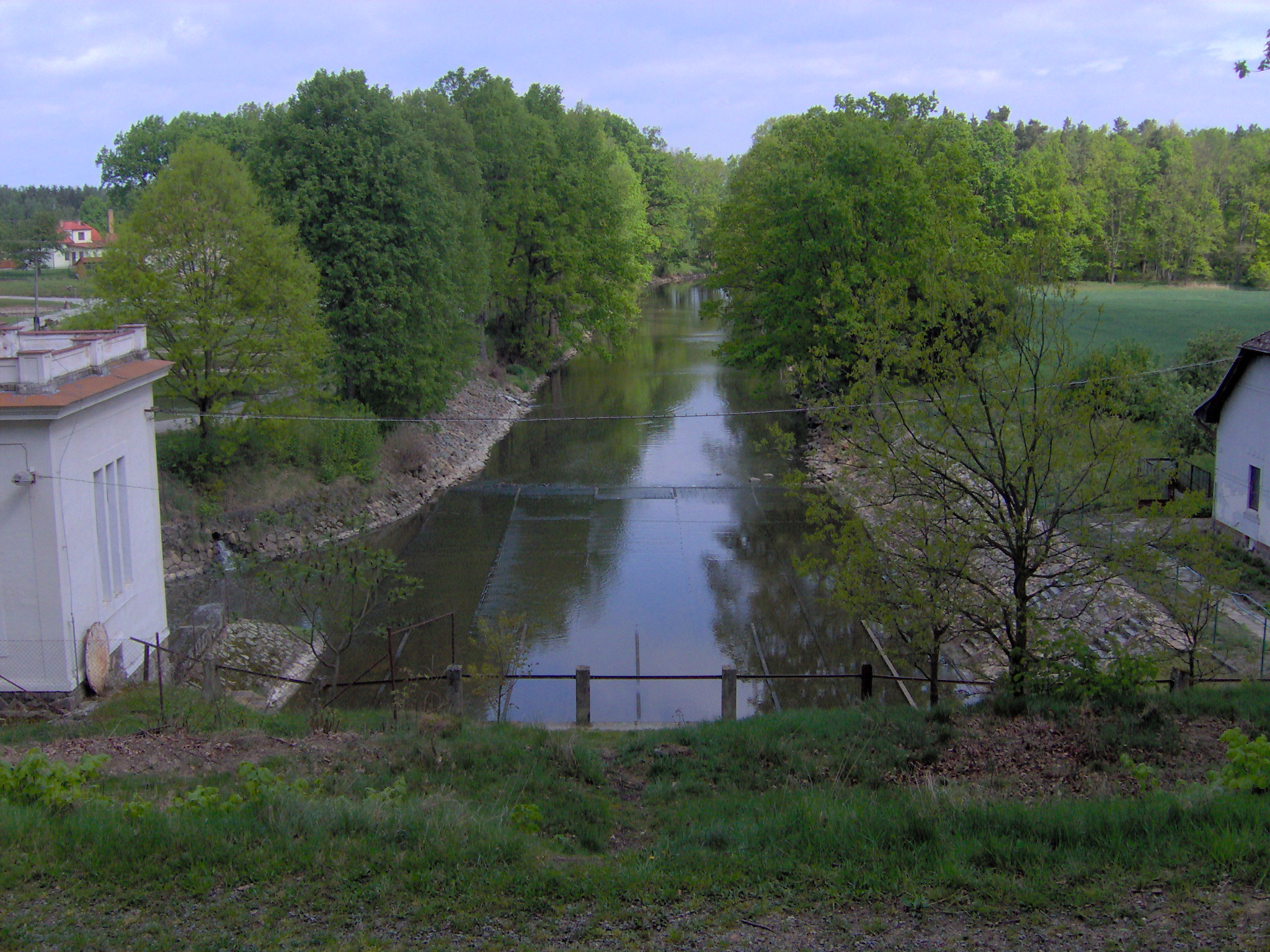
Řeka Lužnice vytékající z Rožmberka
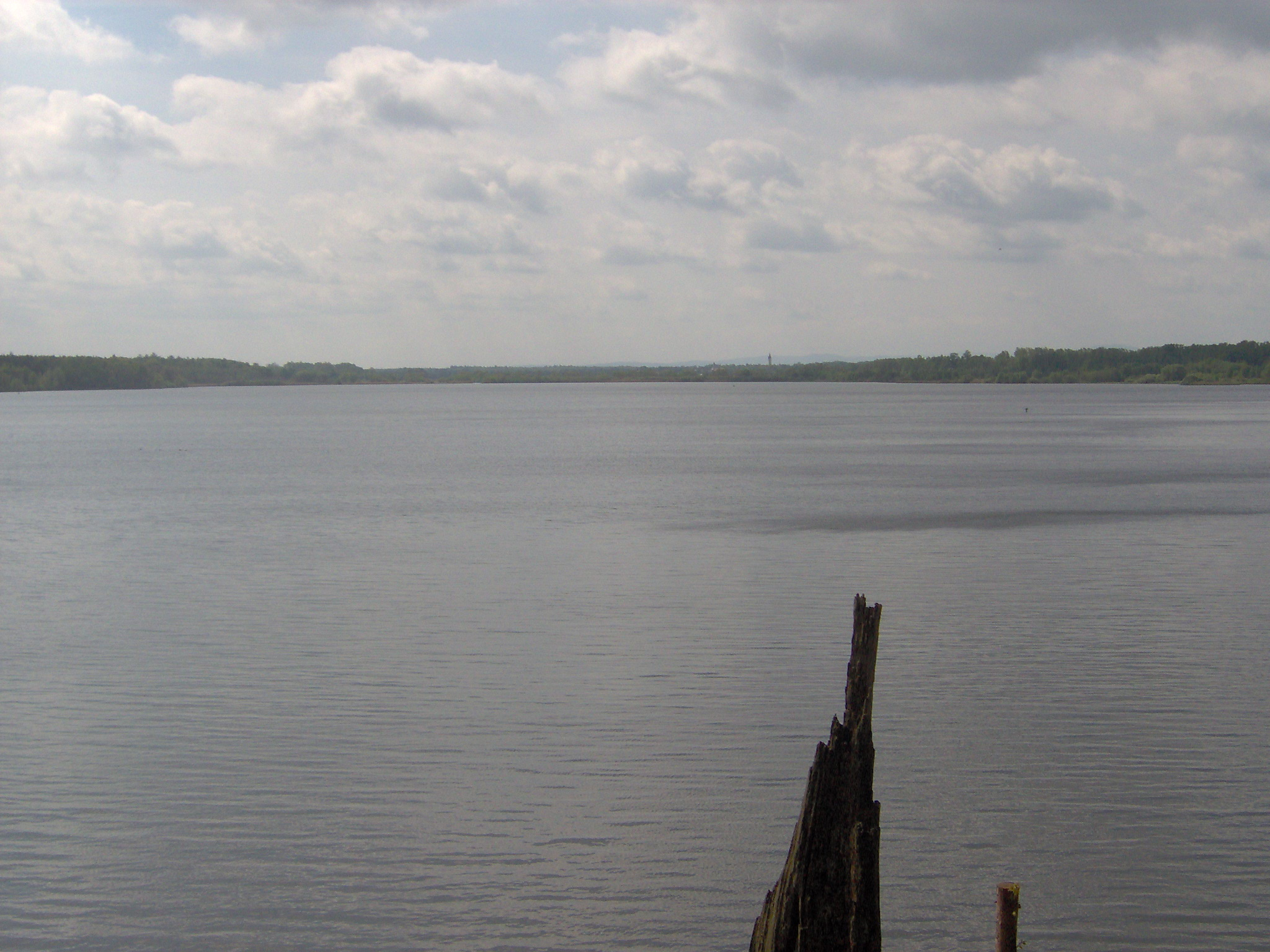
Pohled na Rožmberk, v pozadí Třeboň
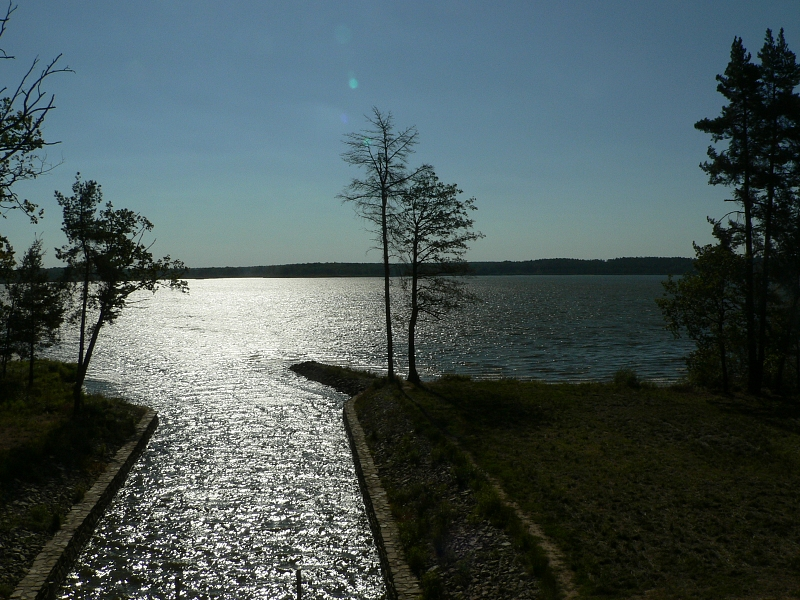
Rybník Rožmberk, pohled od výpusti Adolfka
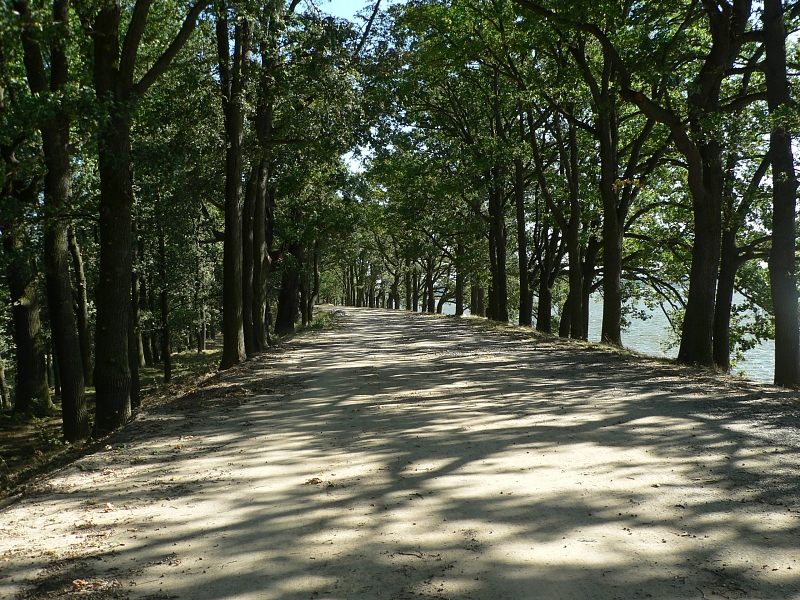
Hráz rybníka